# 條尾鮡
條尾鮡，為輻鰭魚綱鯰形目鮡科的其中一種，為熱帶淡水魚類，分布於亞洲越南北部紅河流域，棲息在底層水域，生活習性不明。